# (10108) Tomlinson
(10108) Tomlinson – planetoida z pasa głównego asteroid okrążająca Słońce w ciągu 3 lat i 263 dni w średniej odległości 2,4 j.a. Została odkryta 26 kwietnia 1992 roku przez Carolyn i Eugena Shoemakerów. Przed nadaniem nazwy planetoida nosiła oznaczenie tymczasowe (10108) 1992 HM.